# Nacionalni park Ujung Kulon
Nacionalni park Ujung Kulon je najstariji nacionalni park u Indoneziji, smješten na jugozapadnom vrhu otoka Jave. Njegovo značenje leži prije svega u velikom bogatstvu različitim životinjskim vrstama, a posebno zbog vrlo ugroženih javanskih nosoroga i zadnjih nizinskih kišnih šuma na Javi. Pored toga, zaštićena je i morska fauna oko parka.

## Zemljopis
Nacionalni park je na jugozapadnom dijelu Jave i dio je okruga Pandeglang. Istročnim dijelom parka pruža se u smjeru sjever-jug brežuljkasti niz Gunung Honje s najvišom točkom od 620 m iznad mora. Na južnom kraju se u smjeru zapada pruža poluotok, pred kojim se na sjevernoj strani nalaze manji otoci kao Handeuleum, Peucang i Panaitan. Kopnena površina parka je 76.214 ha, a parku pripada još i 44.337 ha mora oko njega. Poluotok Ujung Kulon, po kojem je park dobio ime, pretežno je ravan s izuzetkom uzvisine Gunung Payung od 480 m na jugozapadu poluotoka. Otočna skupina oko Krakataua je oko 60 km sjeverno od poluotoka, i nalazi se u sundskom prolazu između Jave i Sumatre i obuhvaća 2.500 ha.
Klima je tropska s temperaturama između 25 i 30°C, a vlaga zraka je 80-90%. Kišno razdoblje traje od listopada do ožujka a veliku količinu padalina (400 mm u prosincu i siječnju) prate i snažni zapadni vjetrovi. Vrijeme između srpnja i rujna je sušno, pa stoga i najpovoljnije za posjete.

## Bioraznolikost
50% parka Ujung Kulon, uglavnom ispod planina Gunung Pyung i Honje, prekriva najveća nizinska kišna šuma na otoku Javi koja je nastala nakon posljednje erupcije vulkana Krakatau 1883. godine. Ona je jedno od dva obitavališta javanskog nosoroga s oko 50-60 jedinki; drugo je Nacionalni park Cat Tien u Vijetnamu u kojem ima tek 10 ili manje jedinki.
Pored njih u parku obitava 35 vrsta sisavaca: govedo banteng, srebrnskasti gibon, javanski lutung, makaki rakojed, leopard, javanski mišji jelen, i javanska rusa (Rusa timorensis); te 72 vrste reptila (kao što su Sundski gavijal i Morski krokodil) i vodozemaca, te 240 vrsta ptica.
- Krakatau 2008. god.
- Otok Peucang
- Plaža Ujung Kulona
- Ujung Kulon 1930-ih
- Javanski tigar u parku

## Vanjske poveznice
- UNESCO Informacije o Ujung Kulon (engl.)
- Službene informacije i popis literature  Arhivirana inačica izvorne stranice od 10. srpnja 1997. (Wayback Machine) (engl.)
- Pobliže informacije (engl.)
- Brodolom na Ujung Kulonu (engl.)
- WikiSatellite slika